# Saint-Martin-Lalande
Saint-Martin-Lalande är en kommun i departementet Aude i regionen Occitanien  i södra Frankrike. Kommunen ligger  i kantonen Castelnaudary-Sud som ligger i arrondissementet Carcassonne. År 2022 hade Saint-Martin-Lalande 1 109 invånare.

## Befolkningsutveckling
Antalet invånare i kommunen Saint-Martin-Lalande
Referens: INSEE